# Палкино (Белозерский район)
Па́лкино — деревня в Белозерском районе Вологодской области.
Входит в состав Антушевского сельского поселения (с 1 января 2006 года по 9 апреля 2009 года входила в Бечевинское сельское поселение), с точки зрения административно-территориального деления — в Бечевинский сельсовет.
Расположена на правом берегу реки Чермжи. Расстояние до районного центра Белозерска по автодороге — 51 км, до центра муниципального образования села Антушево  по прямой — 19 км. Ближайшие населённые пункты — Остюнино, Средняя, Угол.
Население по данным переписи 2002 года — 4 человека.